# Self-help
Self-help hay self-improvement (tự cải thiện/tự phát triển) là thuật ngữ chỉ hành động tự phát triển chính mình - về phương diện kinh tế, trí tuệ hoặc tình cảm - thường dựa trên cơ sở tâm lý học. 
Việc thực hành self-help thường diễn ra dưới hình thức các nhóm hỗ trợ, trên Internet hoặc gặp trực tiếp, quy tụ những người có hoàn cảnh tương tự tham gia cùng nhau. Khởi đầu như một khái niệm trong thực hành pháp lý tự định hướng và lời khuyên tại nhà, self-help đã lan rộng sang các lĩnh vực giáo dục, kinh doanh, tâm lý học và trị liệu tâm lý - dẫn tới sự ra đời của thể loại sách về self-help. Theo Từ điển Tâm lý học APA, những lợi ích tiềm năng của các nhóm self-help mà không thể có được từ việc tham vấn chuyên gia có thể kể đến như: tình bạn, sự hỗ trợ tinh thần, kiến thức, kinh nghiệm, bản sắc, hiện thực hóa bản thân, cảm giác thân thuộc, v.v...

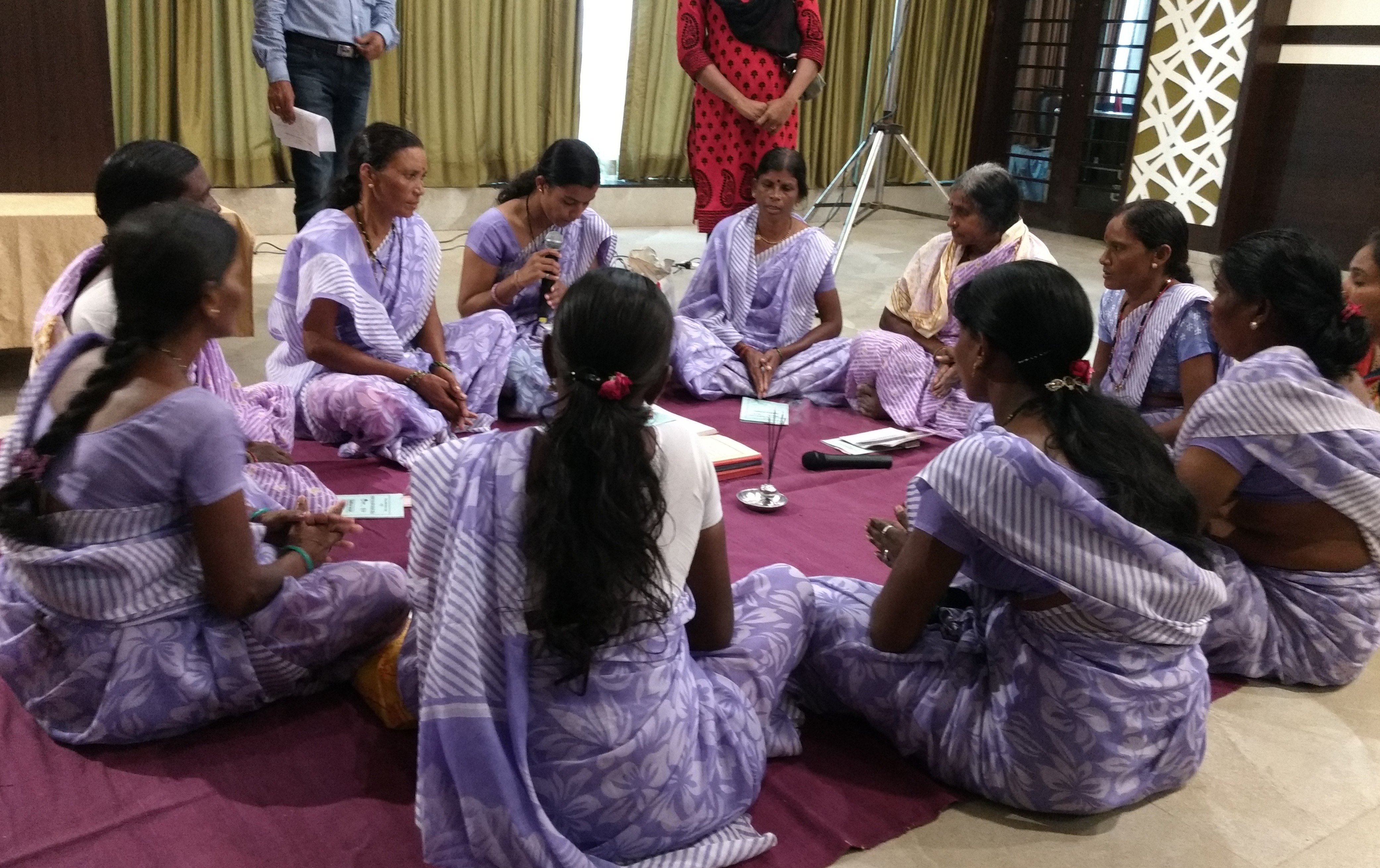
Một nhóm self-help từ Maharashtra tại một buổi hội thảo về Sứ mệnh Sinh kế Nông thôn Quốc gia - được tổ chức tại Chandrapur.

## Lịch sử
Trong Thời đại cổ điển, tác phẩm Works and Days của Hesiod đã "bắt đầu với những trình bày về chấn chỉnh đạo đức, được giải thích rõ ràng theo mọi cách mà Hesiod có thể nghĩ ra." Những người theo chủ nghĩa khắc kỷ đưa ra lời khuyên "về khái niệm eudaimonia - về sự an lành, phúc lợi, và hưng thịnh."
Thuật ngữ "self-help" thường xuất hiện vào những năm 1800 trong ngữ cảnh pháp lý - với ý nghĩa rằng một bên trong tranh chấp có quyền sử dụng các phương tiện hợp pháp theo sáng kiến của riêng họ để khắc phục một sai lầm.
Đối với một số người, tác phẩm "Constitution" (1828) của George Combe, qua việc ủng hộ trách nhiệm cá nhân và khả năng tự hoàn thiện thông qua giáo dục hoặc tự kiểm soát, đã đóng vai trò lớn dẫn tới sự khởi đầu cho phong trào self-help. Năm 1841, bài luận của Ralph Waldo Emerson với tựa đề Compensation đã cho thấy "mỗi con người trong cuộc đời cần tỏ ra biết ơn về những sai phạm của mình" và "thực hành thói quen tự giúp đỡ (self-help)" khi "bản thân trở nên mạnh mẽ hơn từ điểm yếu của chính mình. " Samuel Smiles (1812–1904) xuất bản tác phẩm Self-Help năm 1859. Câu mở đầu của sách "Ông trời sẽ ban sự trợ giúp cho những người tự phát triển chính mình ", được cho là một biến thể của câu châm ngôn "Chúa giúp đỡ những người tự giúp chính họ", từng xuất hiện trong tác phẩm Poor Richard's Almanac (1733-1758) của Benjamin Franklin.

### Đầu thế kỷ 20
Năm 1902, James Allen xuất bản tác phẩm As a Man Thinketh, dựa trên niềm tin rằng "một con người về cơ bản là những gì họ nghĩ, những suy nghĩ đó sẽ cấu thành tính cách của họ." Suy nghĩ cao thượng làm cho ta trở nên cao quý, trong khi suy nghĩ thấp hèn khiến ta khốn khổ. Vài thập kỷ sau, tác phẩm Think and Grow Rich của Napoleon Hill (1937) đã mô tả việc sử dụng tư duy tích cực lặp đi lặp lại để thu hút hạnh phúc và sự giàu có vào cuộc sống.
Cùng khoảng thời gian đó, năm 1936, Dale Carnegie đã phát triển thêm về chủ đề self-help với tác phẩm Đắc nhân tâm. Từng thất bại nhiều lần trong sự nghiệp, Carnegie trở nên say mê với chủ đề thành công - cũng như mối liên hệ giữa thành công với niềm tin vào chính mình. Sách của ông kể từ đó đã bán được hơn 50 triệu bản.

### Cuối thế kỷ 20
Cuối thế kỷ 20 ghi nhận "sự phát triển vượt bậc của ngành xuất bản và nền văn hóa self-help" - được cho là có liên hệ với chủ nghĩa hậu hiện đại. Cùng với đó là sự suy giảm trong chủ nghĩa hoạt động chính trị truyền thống, cũng như sự gia tăng của "trạng thái cô lập xã hội; dẫn tới việc các cá nhân khao khát tìm kiếm cảm giác cộng đồng... thực chất đó chỉ là một triệu chứng khác của vấn đề tâm lý cá nhân ". Một số nhà lý thuyết xã hội lập luận rằng chủ nghĩa cái tôi cuối thế kỷ 20 đóng vai trò như một "công cụ kiểm soát xã hội: xoa dịu bất ổn chính trị... khi người ta tập trung vào việc xây dựng danh tính cho bản thân."

## Thị trường self-help
Nhu cầu của các đội nhóm và tổ chức đã dẫn tới sự ra đời của thị trường "self-help", với các Khóa đào tạo Nhận thức cho Nhóm (Large Group Awareness Trainings, LGATs) cùng các chương trình trị liệu tâm lý - cung cấp giải pháp hướng dẫn cho mọi người tự phát triển chính bản thân.
Vào đầu thế kỷ 21, "hoạt động self-help - từ xuất bản sách, tổ chức hội thảo, phân phối sản phẩm âm thanh và video, cho đến các chương trình huấn luyện cá nhân - [được] cho là đã tạo thành một ngành công nghiệp trị giá 2,48 tỷ đô la mỗi năm" chỉ tính riêng ở Hoa Kỳ. Đến năm 2006, công ty nghiên cứu Marketdata ước tính thị trường "self-help" ở Mỹ có trị giá hơn 9 tỷ đô la. Marketdata dự đoán rằng tổng quy mô thị trường sẽ tăng lên hơn 11 tỷ đô la vào năm 2008.

## Nghiên cứu
Sự trỗi dậy của văn hóa self-help đã dẫn đến nhiều tranh cãi trong giới học thuật. Một số nghiên cứu về hiệu ứng Placebo cho thấy "những cuốn băng self-help không có tác dụng thực sự... dù người nghe có thể không nghĩ như vậy", rằng "việc lắng nghe những cuốn băng như thế khiến người ta cảm thấy tự tôn chính mình hơn - hệ quả là họ tiếp tục mua thêm những cuốn khác, dù thực chất là chúng chẳng có tác dụng gì cả." Có ý kiến cho rằng ngành công nghiệp self-help cũng tương tự như ngành làm đẹp, rằng "mọi người đều có nhu cầu cắt tóc, mát-xa, làm răng, được trải nghiệm tình yêu và lời khuyên." Nói cách khác, đó chỉ là một hoạt động thương mại, "không phải là một nghề hay ngành khoa học." Do đó, những người hành nghề sẽ hoạt động như "một phần của ngành dịch vụ cá nhân hơn là các chuyên gia sức khỏe tâm thần."
Một số chuyên gia tâm lý ủng hộ lý thuyết tâm lý học tích cực, và chấp nhận triết lý tự lực thực nghiệm; rằng "vai trò của tâm lý học tích cực là trở thành cầu nối giữa sự khắc nghiệt của nghiên cứu học thuật với sự thú vị của phong trào self-help." Họ hướng tới việc cải thiện lĩnh vực self-help thông qua các nghiên cứu khoa học và các mô hình chuẩn hóa.
Hoạt động độc thoại (self-talk) và hỗ trợ xã hội đều có thể trở thành công cụ giúp hoàn thiện bản thân. Các nhà tâm lý học đã tiến hành nhiều thí nghiệm nhằm làm sáng tỏ điều này. Nhìn chung, nghiên cứu đã chỉ ra rằng mọi người thích sử dụng đại từ ngôi thứ hai hơn đại từ ngôi thứ nhất khi thực hành độc thoại - để đạt được mục tiêu, điều chỉnh hành vi, suy nghĩ/ cảm xúc cá nhân, thúc đẩy hành động. Nếu việc độc thoại mang lại hiệu quả như mong đợi, thì việc viết về các vấn đề cá nhân bằng cách sử dụng ngôn ngữ từ quan điểm của bạn bè sẽ mang lại nhiều lợi ích hơn so với việc sử dụng ngôn ngữ từ quan điểm của chính mình. Khi bạn cần hoàn thành một nhiệm vụ khó khăn - nhưng không sẵn sàng làm điều cần thiết để hoàn thành nhiệm vụ này, việc cố gắng viết ra một vài câu hoặc hình ảnh hóa (visualize) những gì bạn bè nói với bạn sẽ mang lại nhiều động lực hơn so với việc bạn viết cho chính mình.
Hoạt động độc thoại không chỉ dừng lại ở phạm vi cải thiện bản thân - mà còn đóng vai trò quan trọng trong việc điều chỉnh cảm xúc của con người dưới áp lực xã hội. Trước hết, những người sử dụng ngôn ngữ không phải ngôi thứ nhất có xu hướng thể hiện mức độ tự nhìn xa hơn trong quá trình xem xét nội tâm - điều này cho thấy rằng việc sử dụng các đại từ không phải ngôi thứ nhất và tên riêng của một người có thể dẫn đến việc nâng cao khả năng tự đánh giá bản thân. Quan trọng hơn, độc thoại cũng đã được cho thấy có tác dụng nâng cao khả năng điều chỉnh suy nghĩ, cảm xúc và hành vi của con người dưới áp lực xã hội - giúp họ đánh giá các sự kiện xã hội một cách khách quan hơn. Ngoài ra, những hành vi self-help này cũng có tác động tự điều chỉnh đáng kể - thông qua quá trình tương tác xã hội, dù chủ thể có bị ảnh hưởng bởi hội chứng sợ xã hội đi nữa.

## Phê bình
Một số học giả cho rằng các tuyên bố về tác dụng của self-help là "phóng đại" và không chính xác. Năm 2005, Steve Salerno đã miêu tả phong trào self-help của người Mỹ là không chỉ không giúp hiện thực hóa mục tiêu, mà còn có hại cho xã hội. Salerno nhận xét "80% khách hàng của các chương trình self-help là khách hàng cũ, và họ tiếp tục quay lại 'cho dù chương trình có hiệu quả với họ hay không'." Những người khác cũng chỉ ra rằng với các tác phẩm self-help, "cung tăng dẫn đến cầu cũng tăng theo... Càng nhiều người đọc, họ càng nghĩ rằng họ cần đến các cuốn sách này... Nó giống như một cơn nghiện hơn là một sự hỗ trợ. "
Christopher Buckley trong tác phẩm God Is My Broker khẳng định: "Cách duy nhất để làm giàu từ self-help là viết một cuốn sách về nó".
Năm 1976 - và một lần nữa vào năm 1987, Gerald Rosen trình bày mối lo ngại về việc các nhà tâm lý học đang quảng bá những cuốn sách self-help chưa được kiểm chứng với những tuyên bố phóng đại, thay vì tiến hành các nghiên cứu có thể nâng cao hiệu quả của những chương trình này cho công chúng. Rosen lưu ý những lợi ích tiềm năng của self-help, đồng thời cũng cảnh báo rằng: mục đích tốt không đủ để đảm bảo tính hiệu quả và an toàn của các chương trình hướng dẫn tự quản lý. Khoảng 40 năm sau, Rosen và các đồng nghiệp đã quan sát thấy rằng nhiều nhà tâm lý học tiếp tục quảng bá các chương trình self-help chưa được kiểm chứng, thay vì đóng góp vào sự phát triển của ngành.

## Truyền thông
Kathryn Schulz cho rằng "lý thuyết cơ bản về ngành self-help bị mâu thuẫn với sự tồn tại của chính nó".
Thế giới self-help đã trở thành mục tiêu của nhiều sự chế nhạo. Tác phẩm Lost in the Cosmos của Walker Percy được mô tả là "một tác phẩm nhại lại những cuốn sách về self-help, một cuốn sách giáo khoa triết học, và một bộ sưu tập truyện ngắn, câu đố, sơ đồ, thí nghiệm tư duy, công thức toán học, cùng các cuộc đối thoại tự chế". Trong tác phẩm Secrets of The SuperOptimist, các tác giả W.R. Morton và Nathaniel Whitten đã trình bày về khái niệm "siêu lạc quan" (super optimism) như một "liều thuốc giải độc" cho thể loại sách self-help bị "thổi phồng" quá mức. Trong bộ phim hài Complaints and Grievances (2001), George Carlin nhận xét rằng "không có thứ gì gọi là self-help": bất cứ ai tìm kiếm sự giúp đỡ từ người khác, về cơ bản, đều không nhận được sự giúp đỡ "từ chính mình"; một người hoàn thành điều gì đó mà không cần sự giúp đỡ, thì cơ bản đã không cần sự giúp đỡ từ khi mới bắt đầu.